# بابا مالک
بابا مالک (انگلیسی: Baba Malick؛ زادهٔ ۳ سپتامبر ۱۹۸۳) یک بازیکن فوتبال اهل قطر است.

## باشگاهی
از باشگاه‌هایی که در آن بازی کرده‌است می‌توان به ام صلال، و لخویا، ام صلال، اشاره کرد.

## تیم ملی
وی همچنین در قطر بازی کرده است.